# Караичев (Волгоградская область)
Караичев — хутор в Котельниковском районе Волгоградской области, в составе Котельниковского сельского поселения.
Население — 253 (2010)

## История
Дата основания не установлена. Согласно Списку населённых мест Земли Войска Донского, в 1859 году хутор относился к юрту станицы Верхне-Курмоярской, на хуторе имелось 33 двора, всего проживало 153 мужчины и 152 женщины. Согласно переписи населения 1897 года на хуторе Караичев проживало 314 душ мужского и 290 женского пола. Большинство населения было неграмотным: грамотных мужчин — 154, женщин — 35.
Согласно алфавитному списку населенных мест Области войска Донского 1915 года земельный надел составлял 2691 десятину, на хуторе имелись хуторское правление, Вознесенская церковь и школа, проживали 411 жителей мужского и 354 женского пола
В 1921 году в составе Второго Донского округа включён в состав Царицынской губернии. С 1928 года — в составе Котельниковского района Сталинградского округа (округ упразднён в 1930 году) Нижневолжского края (с 1934 года — Сталинградский край, с 1936 года — Сталинградской области).
До 1953 года хутор являлся центром Караичевского сельсовета. Решением облисполкома от 9 июля 1953 года № 24/1600 Караичевский сельсовет был упразднён, а его территория включена в состав Котельниковского сельсовета.

## Физико-географическая характеристика
Хутор расположен в степи в пределах западной покатости Ергенинской возвышенности, относящейся к Восточно-Европейской равнине, на реке Аксай Курмоярский. Центра хутора расположен на высоте около 40-50 метров над уровнем моря. Рельеф местности полого-увалистый. В районе хутора оканчивается балка Караичева. В окрестностях хутора распространены каштановые солонцеватые и солончаковые почвы и солонцы (автоморфные).
По автомобильным дорогам расстояние до областного центра города Волгограда составляет 210 км, до районного центра города Котельниково — 15 км (до центра города), до административного центра сельского поселения посёлка Ленина — 5 км.
Часовой пояс
Караичев, как и вся Волгоградская область, находится в часовой зоне МСК (московское время). Смещение применяемого времени относительно UTC составляет +3:00.

## Население
Динамика численности населения
| 1859 | 1873 | 1897 | 1915 | 2002 |
| ---- | ---- | ---- | ---- | ---- |
| 305  | 501  | 604  | 765  | 220  |

| 2010 |
| ---- |
| 253  |